# Aeroportul Golog
Aeroportul Golog (IATA: GMQ, ICAO: ZLGL) este un aeroport din Maqên County⁠(d), Golog Tibetan Autonomous Prefecture⁠(d), Qinghai, Republica Populară Chineză ce deservește zona Golog Tibetan Autonomous Prefecture⁠(d). Aeroportul a fost tranzitat în 2022 de 49.247 de pasageri. A fost deschis în 1 iulie 2016.
Situat la o altitudine de 3.788 m, aeroportul dispune de 1 pistă.

## Infrastructură

### Piste
Aeroportul dispune de o singură pistă. Pista 12/30 are suprafața de Ciment. 